# أغنيس غريفيث
أغنيس غريفيث هي عداءة سريعة غرينادية، ولدت في 6 مارس 1969، وتوفيت في 25 فبراير 2015.

## وصلات خارجية
- أغنيس غريفيث على موقع الاتحاد الدولي لألعاب القوى (الإنجليزية)
- أغنيس غريفيث على موقع أوليمبيديا (الإنجليزية)